# Еффінгем (Нью-Гемпшир)
Еффінгем (англ. Effingham) — місто (англ. town) в США, в окрузі Керролл штату Нью-Гемпшир. Населення — 1691 особа (2020).

## Демографія
Згідно з переписом 2010 року, у місті мешкало 1465 осіб у 621 домогосподарстві у складі 416 родин. Було 963 помешкання
Расовий склад населення:
| - 97,5 % — білих - 0,3 % — корінних американців - 0,3 % — азіатів - 0,2 % — чорних або афроамериканців |

До двох чи більше рас належало 1,5 %. Частка іспаномовних становила 1,3 % від усіх жителів.
За віковим діапазоном населення розподілялося таким чином: 19,8 % — особи молодші 18 років, 65,0 % — особи у віці 18—64 років, 15,2 % — особи у віці 65 років та старші. Медіана віку мешканця становила 45,6 року. На 100 осіб жіночої статі у місті припадало 98,8 чоловіків;  на 100 жінок у віці від 18 років та старших — 98,5 чоловіків також старших 18 років.
Середній дохід на одне домашнє господарство  становив 67 644 долари США (медіана — 50 000), а середній дохід на одну сім'ю — 75 818 доларів (медіана — 58 125). Медіана доходів становила 45 893 долари для чоловіків та 35 804 долари для жінок. За межею бідності перебувало 11,7 % осіб, у тому числі 22,4 % дітей у віці до 18 років та 10,7 % осіб у віці 65 років та старших.
Цивільне працевлаштоване населення становило 689 осіб. Основні галузі зайнятості: освіта, охорона здоров'я та соціальна допомога — 29,2 %, роздрібна торгівля — 15,1 %, будівництво — 13,8 %.